# Ashna Changoer
Ashna Changoer is een Surinaamse zangeres, muziekmanager en televisiepresentatrice. Ze treedt solo op en met andere artiesten. Daarnaast is ze eigenaar van Ashna Media Production en muziekmanager van de hindipopgroep The Juniors. Op televisie presenteert ze het programma Born to be a star.

## Biografie
Ashna Changoer is een dochter van Jaidew Changoer, de oprichter en manager eind jaren 1980 van de popgroep The Juniors. Muziek werd haar met de paplepel meegegeven. In 1998 won zij de titel van Singer of the Year van het VOJ en VOS (voortgezet onderwijs).
Sinds haar jonge jaren trok ze veel op met Conchita Berggraaf die zangeres was in The Juniors. Ze zongen ook samen en met hun eerste mashup, Zara Chehra (Thinking out loud), stonden ze wekenlang bovenaan de hitlijsten. Een andere mashup, Rahe na hare hum (Don’t tell me stories), stond maandenlang in de top 10 van verschillende radio- en televisiestations. Ze bracht ook muziek uit als solozangeres, met nummers als Dilbaro, Chanda ne poocha, Aaj raat chandeni, Papa kehte hai en Ve Maahi.
Ze was sinds circa medio 2015 actief als woordvoerder van The Juniors, onder meer tijdens hun tour naar Nederland en Spanje, en daarnaast van haar eigen bedrijf Ashna Media Production. Ook werkte ze mee aan televisieprogramma's, zoals Een kijkje nemen in en als presentatrice van het muziekprogramma Born to be a star.
In 2017 trad ze op tijdens de Night of the Champions. In 2019 was ze jurylid en vocal coach tijdens het Saregamapa Songfestival.
In december 2019 overleden kort na elkaar haar vader en haar vriendin Conchita Berggraaf. Ashna Changoer zette hierna het management van The Juniors voort.